# Anio Novus
Aqua Anio Novus (latinsko za 'Nov akvadukt Anio') je bil antični rimski akvadukt. Tako kot Aqua Claudia ga je začel graditi cesar Kaligula leta 38 n. št. , dokončal pa ga je leta 52 Klavdij, ki ga je obema posvetil 1. avgusta. Skupaj z Aqua Anio Vetus, Aqua Marcia in Aqua Claudia velja za enega od »štirih velikih rimskih akvaduktov«.

## Potek
Frontin njegov izvor opisuje kot »na dvainštiridesetem miljniku na Via Sublacensis na ozemlju Simbruibe iz reke Anio, ki teče blatna in motna, tudi brez slabega učinka dežja, okoli nje je obdelana dežela in ima precej ohlapne brežine«. Njegov pretok pri vstopu je znašal 197.000 kubičnih metrov na dan.
Akvadukt so razdelili na dva kanala nad Tivolijem in ga spet združili v bližini Gericoma. Iz filtrirne cisterne blizu sedmega miljnika na Via Latina je bil speljan na lokih Aqua Claudia, v kanalu, ki je bil takoj napet na slednjega. Končal se je pri velikem rezervoarju na griču Eskvilin blizu templja Minerve Medici.
Aqua Anio Novus je bil najvišji od vseh akvaduktov, ki so prišli v stari Rim.
Ker je bila voda nagnjena k motnjenju, je Trajan izkoristil dodatne vire iz dveh zgornjih od treh jezer, ki jih je Neron oblikoval za okras svoje vile na Subiacu in tako podaljšal akvadukt na 58 milj in 700 korakov. Jezera so ustvarili jezovi v reki in so bila najvišja od vseh, ki so jih zgradili Rimljani. Reka jih je odplavila v srednjeveškem obdobju.
Zgrajen je bil iz tufa in opeke.
Pred reformami je bil akvadukt prosto uporabljen za oskrbo pomanjkanja iz drugih akvaduktov, voda je bila motna, zaradi česar je bil nečist. Podrobno ga opisuje Frontin v svojem delu De aquaeductu, objavljenem v pozneem 1. stoletju.